# دانگانرونپا انادر اپیزود: اولترا دیسپیر گرلز
دانگانرونپا انادر اپیزود: اولترا دیسپیر گرلز (به انگلیسی: Danganronpa Another Episode: Ultra Despair Girls) یک بازی ویدئویی در سبک اکشن-ماجراجویی می‌باشد که توسط اسپایک چانسافت برای پلی‌استیشن ویتا توسعه یافته‌است. اولترا دیسپیر گرلز اولین اسپین‌آف در مجموعهٔ بازی‌های رمان تصویری دانگانرونپا می‌باشد و وقایع آن میان دانگانرونپا: تریگر هپی هوک و دانگانرونپا ۲: گودبای دیسپیر جریان دارند. این بازی در ژاپن در ۲۵ سپتامبر سال ۲۰۱۴ منتشر شده و در آمریکای شمالی در ۱ سپتامبر سال ۲۰۱۵ توسط ان‌آی‌اس آمریکا، در اروپا در ۴ سپتامبر سال ۲۰۱۵ و در استرالیا در ۱۰ سپتامبر سال ۲۰۱۵ منتشر گردیده‌‎است. نسخه‌های پلی‌استیشن ۴ و ویندوز در ژوئن سال ۲۰۱۷ به‌طور سرتاسری منتشر شده‌اند.